# Lepthyphantes constantinescui
Lepthyphantes constantinescui är en spindelart som beskrevs av C.Constantin Georgescu 1989. Lepthyphantes constantinescui ingår i släktet Lepthyphantes och familjen täckvävarspindlar.
Artens utbredningsområde är Rumänien. Inga underarter finns listade i Catalogue of Life.